# 석영

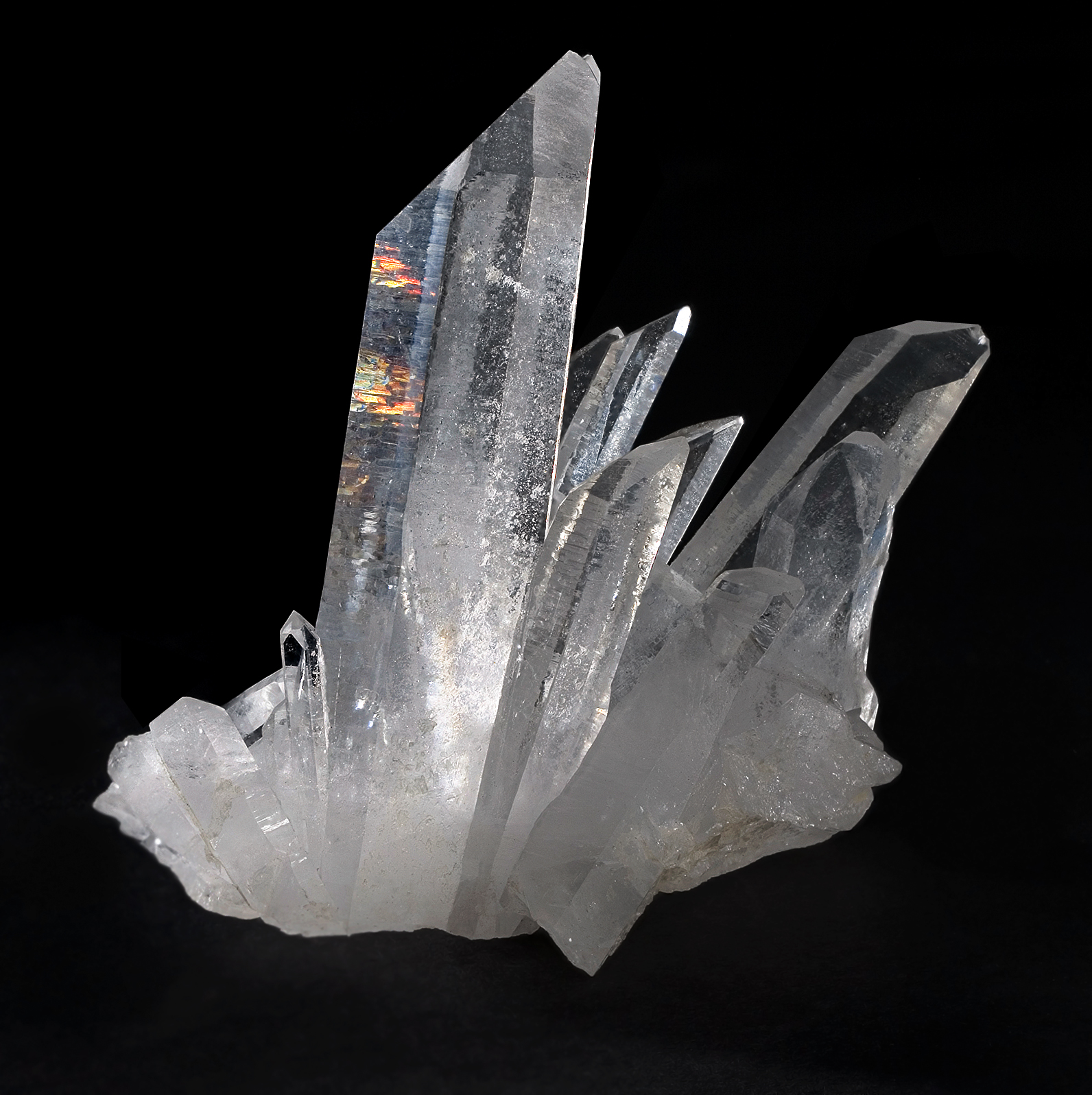
석영(수정)

석영(石英, Quartz)은 대륙지각에 풍부한 광물이다. 수정이라고도 부르며, 육방정계의 결정형을 가지고 망상형 이산화규소(SiO₂)로 이루어져 있다. 모스 경도 7이며 비중은 2.65이다. 결정의 가장 일반적인 형태는 육각기둥 모양인데, 그 끝은 육각뿔 모양이다. 하지만 쌍정이나 변형된 모습으로도 흔히 나타나며 결정의 일부만 관찰되는 경우도 많다. 자수정과 같이 주변물질로부터 자라난 것처럼 성장하여 한쪽 끝으로만 뿔 모양이 보이는 경우가 흔하다. 줄여서 Qz로 쓴다. 조흔색은 흰색이다(이론상 조흔색은 조흔판의 굳기 이상이면 확인할 수가 없다. 조흔판의 굳기는 6.5도이다. 이럴 경우, 망치로 광물을 부숴서 가루로 만들었을 때의 색이 굳기 7 이상의 광물의 조흔색이다).

## 종류
석영은 지각에서 가장 흔한 광물 중의 하나로 개별 결정의 특성에 따라 다양한 이름으로 불린다. 가장 중요한 구분은 결정질인가 비정질인가 하는 구분이다. 옥수(玉髓, 칼세도니)는 비정질 석영에 대한 통칭이다. 일반적으로 결정질 석영은 투명한 반면 미정질 석영 종류는 대부분 불투명하다.
석영의 색으로부터 다양한 이름이 붙여져 왔지만 현대에 들어서는 결정의 미세구조에 의해 새롭게 석영의 종류가 분류되었다. 결정질 석영들은 아직도 색이 중요한 분류기준이지만, 미정질 석영의 색은 분류의 부수적 기준이 된다. 1기압에서 573도를 넘으면 결정구조가 바뀌어 고온 석영이 된다.
한편 일부에서는 미정질 석영에 대한 다른 분류 기준을 제시하기도 하는데, 미정질 석영의 형태가 알갱이 모양일 경우에는 처트라는 이름을 붙이고, 섬유상일 경우에는 옥수(玉髓, 칼세도니)로 부르자는 것이다. 처트는 일반적으로는 미립질 석영으로 된 화학적 퇴적암을 의미한다.

## 사암
사암은 석영, 장석 등의 광물로 구성되며 사암에는 평균 65% 정도의 석영이 함유되어 있다.

## 주요 변종들
- 마노: 줄무니가 있는 옥수이다. 반투명하다.
- 벽옥: 불투명한 옥수(또는 처트)이다. 불순물이 많이 섞여있다.
- 사금석: 운모가 박혀있어서 희미하게 반짝이는 것이 보이는 반투명한 칼세도니이다.
- 연수정: 갈색, 투명한 석영이다. 알루미늄 때문으로 추정된다.
- 오닉스: 마노중에서 줄무니가 곧고 평행하며 크기가 균질한 것들이다.
- 옥수: 엄밀하게는 모든 미정질 석영을 뜻하나 일반적으로는 흰색이나 색이 옅은 것만을 칭하고 다른 경우에는 따로 이름이 붙여진 경우가 많다.
- 우유석영: 흰색, 반투명 또는 불투명. 이중별효과가 나타나기도 한다.
- 자수정: 투명한 보라색 또는 자주빛의 결정질 석영이다.
- 장미석영: 분홍색, 반투명. 이중별효과(diasterism)가 나타나기도 한다.
- 카르넬리안: 다홍색 옥수, 반투명하다.
- 플린트: 검은색 또는 회색의 미정질 석영. 주로 처트이다.
- 호안석: 섬유상의 석영이다. 보는 방향에 따라 광택이 변한다.
- 황수정: 노란색, 다홍색, 연두색을 나타내는 결정질 석영이다. 철 성분 때문이다.
- 흑수정: 어두운 갈색, 불투명한 석영이다.

석영의 종류들이 모두 자연상태에서 생성되는 것은 아니다. 감람색의 파라시올라이트는 열처리를 통하여 형성된다. 시트린은 자연적으로 생성되기도 하지만 대부분은 자수정을 열처리하여 얻어진다. 카넬리안은 색을 더 진하게 하기 위하여 열처리를 한다.
대부분의 석영들은 쌍정으로 나타나는 경우가 많기 때문에 인간생활에 사용되는 석영은 대부분 인공적으로 만들어진다. 크고 결점이 없고 또한 쌍정이 아닌 결정들은 오토클레이브(수용액을 고압하에서 끓는 점 이상으로 가열할 수 있는 기계)에서 열수과정을 통하여 생성된다. 에메랄드도 이와 같은 과정을 통해 합성된다.
석영은 열수암맥과 페그마타이트암맥에서 발견된다. 잘 자란 결정은 길이 수 미터에 무게는 수 백 킬로그램에 이르기도 한다. 석영은 화강암, 사암, 석회암의 주된 구성 광물이며 다른 화성암, 퇴적암, 변성암에서도 흔히 발견된다. 몇몇 석영 결정구조는 압전특성이 있어 수정 시계나 라디오 같은 전자 기구의 진동자로 사용되기도 한다.
비정질 (유리질) 석영은 레카텔리어라이트(lechatelierite)라고 불리는데, 이것은 모래가 벼락에 맞아서 생기는데, 보통 유리와는 달리 순수하다.

## 같이 보기
- 석영유리
- 광물 목록